# Olympische Sommerspiele 1988/Teilnehmer (Bangladesch)
| Gelbes Symbol für Goldmedaillen mit stilisierten Olympischen Ringen | Graues Symbol für Silbermedaillen mit stilisierten Olympischen Ringen | Braundes Symbol für Bronzemedaillen mit stilisierten Olympischen Ringen |
| ------------------------------------------------------------------- | --------------------------------------------------------------------- | ----------------------------------------------------------------------- |
| —                                                                   | —                                                                     | —                                                                       |

Bangladesch nahm bei den Olympischen Spielen 1988 in Seoul zum zweiten Mal an Olympischen Sommerspielen teil. Die Delegation umfasste sechs Athleten.

## Teilnehmer nach Sportart

### Leichtathletik
- Mohamed Shah Alam, Shahanuddin Choudhury, Mohamed Shah Jalal und Mohamed Hossain Milzer
Männer, 4 × 400 m Staffel: in der 1. Runde ausgeschieden (41,78 s)
- Mohamed Shah Alam
Männer, 200 m: in der 1. Runde ausgeschieden (22,52 s)
- Shahanuddin Choudhury
Männer, Weitsprung: in der Qualifikationsrunde ausgeschieden
- Mohamed Shah Jalal
Männer, 100 m: in der 1. Runde ausgeschieden (10,94 s)
- Mohamed Hossain Milzer
Männer, 400 m: in der 1. Runde ausgeschieden (48,76 s)
Männer, 800 m: in der 1. Runde ausgeschieden (1:51,16 min)

### Schwimmen
- Bazlur Mohamed Rahman
Männer, 100 m Brust: 58. Platz (1:14,97 min)
- Salam Mohamed Abdul Salam
Männer, 100 m Schmetterling: 48. Platz (1:03,69 min)